# Olympiakos Syndesmos Filathlōn Peiraiōs 2021-2022 (pallacanestro maschile)
Questa voce raccoglie le informazioni riguardanti l'Olympiakos B.C. nelle competizioni ufficiali della stagione 2021-2022.

## Stagione
La stagione 2021-2022 dell'Olympiakos è la 66ª nel massimo campionato greco di pallacanestro, la Basket League.

## Roster
Aggiornato al 23 luglio 2021.
| Olympiakos 2021-22 | Olympiakos 2021-22 |
| Giocatori          | Staff tecnico      |
| ------------------ | ------------------ |

| N. | Naz.                                            | Ruolo | Nome                   | Anno | Alt.   | Peso   |  |
| -- | ----------------------------------------------- | ----- | ---------------------- | ---- | ------ | ------ |  |
| 0  | Stati Uniti (bandiera)                          | G     | Thomas Walkup          | 1992 | 193 cm | 92 kg  |  |
| 1  | Stati Uniti (bandiera)                          | AG    | Quincy Acy             | 1990 | 201 cm | 109 kg |  |
| 2  | Stati Uniti (bandiera) · Grecia (bandiera)      | G     | Tyler Dorsey           | 1996 | 196 cm | 83 kg  |  |
| 4  | Grecia (bandiera)                               | PG    | Michalīs Lountzīs      | 1998 | 196 cm | 92 kg  |  |
| 5  | Grecia (bandiera)                               | G     | Giannoulīs Larentzakīs | 1993 | 198 cm | 91 kg  |  |
| 9  | Grecia (bandiera)                               | G     | Sōtīrīs Oikonomopoulos | 2002 | 192 cm | 85 kg  |  |
| 10 | Francia (bandiera)                              | C     | Moustapha Fall         | 1992 | 218 cm | 124 kg |  |
| 11 | Grecia (bandiera)                               | PG    | Kōstas Sloukas         | 1990 | 190 cm | 85 kg  |  |
| 12 | Stati Uniti (bandiera)                          | AC    | Hassan Martin          | 1995 | 201 cm | 107 kg |  |
| 14 | Bulgaria (bandiera) · Grecia (bandiera)         | AG    | Aleksandăr Vezenkov    | 1995 | 206 cm | 102 kg |  |
| 15 | Grecia (bandiera)                               | AG    | Giōrgos Printezīs (C)  | 1985 | 205 cm | 105 kg |  |
| 16 | Grecia (bandiera)                               | AP    | Kōstas Papanikolaou    | 1990 | 204 cm | 104 kg |  |
| 17 | Francia (bandiera)                              | A     | Livio Jean-Charles     | 1993 | 206 cm | 104 kg |  |
| 41 | Grecia (bandiera)                               | AC    | Vasilīs Chrīstidīs     | 1998 | 208 cm | 109 kg |  |
| 77 | Stati Uniti (bandiera) · Azerbaigian (bandiera) | AP    | Shaquielle McKissic    | 1990 | 196 cm | 91 kg  |  |

| Allenatore |
| - Giōrgos Mpartzōkas |
| Assistente/i |
| - Michalīs Kalavros - Giōrgos Mpozikas - Chrīstos Pappas - Stefanos Triantafyllos Legenda - (C) Capitano - (IN) Inattivo - Infortunato Roster |

## Mercato

### Sessione estiva
| Acquisti | Acquisti           | Acquisti         | Acquisti      | Acquisti |
| R.       | Nome               | da               | Modalità      |          |
| -------- | ------------------ | ---------------- | ------------- | -------- |
| C        | Moustapha Fall     | ASVEL            | svincolato    |          |
| PG       | Michalīs Lountzīs  | Promitheas       | svincolato    |          |
| G        | Thomas Walkup      | Žalgiris Kaunas  | svincolato    |          |
| P        | Antōnīs Koniarīs   | Iōnikos Nikaias  | fine prestito |          |
| AC       | Vasilīs Chrīstidīs | Olympiakos B     | svincolato    |          |
| G        | Tyler Dorsey       | Maccabi Tel Aviv | svincolato    |          |

| Cessioni | Cessioni                 | Cessioni          | Cessioni       | Cessioni |
| R.       | Nome                     | a                 | Modalità       |          |
| -------- | ------------------------ | ----------------- | -------------- | -------- |
| G        | Vasilīs Spanoulīs        |                   | ritirato       |          |
| C        | Kosta Koufos             | G League Ignite   | rescissione    |          |
| G        | Charles Jenkins          | Canarias Tenerife | fine contratto |          |
| C        | Octavius Ellis           | Türk Telekom      | fine contratto |          |
| G        | Aaron Harrison           | Türk Telekom      | rescissione    |          |
| AG       | Vasilīs Charalampopoulos | Reyer Venezia     | fine contratto |          |
| P        | Antōnīs Koniarīs         | AEK Atene         | rescissione    |          |
| P        | Alexandros Nikolaidīs    | Lavrio            | prestito       |          |
| P        | Iōsīf Koloveros          | Iōnikos Nikaias   | prestito       |          |

### Dopo l'inizio della stagione
| Acquisti | Acquisti   | Acquisti   | Acquisti        | Acquisti   |
| R.       | Nome       | da         | Data            | Modalità   |
| -------- | ---------- | ---------- | --------------- | ---------- |
| AG       | Quincy Acy | Free agent | 3 novembre 2021 | svincolato |

| Cessioni | Cessioni           | Cessioni  | Cessioni         | Cessioni |
| R.       | Nome               | a         | Data             | Modalità |
| -------- | ------------------ | --------- | ---------------- | -------- |
| AC       | Vasilīs Chrīstidīs | Peristeri | 21 dicembre 2021 | prestito |